# Wimbledon Championships 2015/Herrendoppel-Rollstuhl
Das Herrendoppel (Rollstuhl) der Wimbledon Championships 2015 war ein Rollstuhltenniswettbewerb in London und fand vom 10. bis zum 12. Juli statt.
Titelverteidiger waren Stéphane Houdet und Shingo Kunieda.

## Setzliste
| Nr. | Paarung                        | Erreichte Runde |
| --- | ------------------------------ | --------------- |
| 01. | Stéphane Houdet Shingo Kunieda | Halbfinale      |
| 02. | Gordon Reid Michaël Jeremiasz  | Finale          |

## Ergebnisse
Zeichenerklärung
- Q = Qualifikant
- WC = Wildcard
- LL = Lucky Loser
- ITF = qualifiziert über ITF-Ranking
- ALT = alternate (Ersatz)
- PR = Protected Ranking
- SE = Special Exempt
- r = retired (Aufgabe)
- d = Disqualifikation
- w.o. = walkover
- [ ] = Match-Tie-Break

|  | Halbfinale | Halbfinale                       | Halbfinale                    | Halbfinale | Halbfinale                       |                  |                             | Finale | Finale | Finale | Finale | Finale |
|  |            |                                  |                               |            |                                  |                  |                             |        |        |        |        |        |
|  | 1          | Stéphane Houdet Shingo Kunieda   | 3                             | 5          |                                  |                  |                             |        |        |        |        |        |
|  |            | Gustavo Fernández Nicolas Peifer | 6                             | 7          |                                  |                  |                             |        |        |        |        |        |
|  |            | Gustavo Fernández Nicolas Peifer | 6                             | 7          | Gustavo Fernández Nicolas Peifer | 7                | 5                           | 6      |        |        |        |        |
|  |            |                                  |                               |            |                                  | 7                | 5                           | 6      |        |        |        |        |
|  |            | 2                                | Michaël Jeremiasz Gordon Reid | 5          | 7                                | 2                |                             |        |        |        |        |        |
|  | WC         | 2                                | Michaël Jeremiasz Gordon Reid | 5          | 7                                | 2                | Joachim Gérard Alfie Hewett | 69     | 6      | 64     |        |        |
|  | WC         |                                  |                               |            |                                  |                  | Joachim Gérard Alfie Hewett | 69     | 6      | 64     |        |        |
|  | 2          | Michaël Jeremiasz Gordon Reid    | 7                             | 3          | 7                                |                  |                             |        |        |        |        |        |
|  | 2          | Michaël Jeremiasz Gordon Reid    | 7                             | 3          | 7                                | Spiel um Platz 3 |                             |        |        |        |        |        |
|  |            |                                  |                               |            |                                  |                  |                             |        |        |        |        |        |
|  | 1          | Stéphane Houdet Shingo Kunieda   | 2                             | 7          | 6                                |                  |                             |        |        |        |        |        |
|  | WC         | Joachim Gérard Alfie Hewett      | 6                             | 5          | 0                                |                  |                             |        |        |        |        |        |